# リニャーノ・スッラルノ
リニャーノ・スッラルノ（伊: Rignano sull'Arno）は、イタリア共和国トスカーナ州フィレンツェ県にある、人口約8,600人の基礎自治体（コムーネ）。

## 地理

### 位置・広がり

#### 隣接コムーネ
隣接するコムーネは以下の通り。
- バーニョ・ア・リーポリ
- フィリーネ・エ・インチーザ・ヴァルダルノ
- グレーヴェ・イン・キアンティ
- ペーラゴ
- ポンタッシエーヴェ
- レッジェッロ

### 気候分類・地震分類
リニャーノ・スッラルノにおけるイタリアの気候分類 (it) および度日は、zona D, 1944 GGである。
また、イタリアの地震リスク階級 (it) では、zona 3 (sismicità bassa) に分類される。

## 行政

### 分離集落
リニャーノ・スッラルノには以下の分離集落（フラツィオーネ）がある。
- Bombone, Castellonchio, Cellai, Le Corti, Le Valli, Rosano, Salceto, San Donato in Collina, San Martino, San Piero, Santa Maria, Sarnese, Torri, Troghi, Volognano